# Proserpinaster neozelanicus
Proserpinaster neozelanicus är en sjöstjärneart som först beskrevs av Ole Theodor Jensen Mortensen 1925.  Proserpinaster neozelanicus ingår i släktet Proserpinaster och familjen kamsjöstjärnor.
Artens utbredningsområde är havet kring Nya Zeeland. Inga underarter finns listade i Catalogue of Life.